# Aleksi Paananen
Aleksi Paananen (Siilinjärvi, 25 gennaio 1993) è un calciatore finlandese, centrocampista dell'AC Oulu.

## Carriera

### Club
Ha giocato in Veikkausliiga, massima serie del campionato di calcio finlandese con la maglia del KuPS e del Lahti.

### Nazionale
Ha giocato nelle nazionali giovanili finlandesi Under-17 ed Under-18.

## Palmarès
- Liigacup: 2

Lahti: 2016
HJK: 2023
- Campionato finlandese: 1

HJK: 2023